# اولاف استپلدون
ویلیام اولاف استپلدون (انگلیسی: William Olaf Stapledon); (۱۰ مهٔ ۱۸۸۶ – ۶ سپتامبر ۱۹۵۰) - معروف به اولاف استپلدون - فیلسوف و نویسنده داستانهای علمی–تخیلی اهل بریتانیا بود. در سال ۲۰۱۴ او به سالن مشاهیر علمی تخیلی و فانتزی در دانشگاه کانزاس راه یافت.